# (4949) Akasofu
(4949) Akasofu es un asteroide perteneciente al cinturón de asteroides, descubierto el 29 de noviembre de 1988 por Takuo Kojima desde la Estación Chiyoda, Japón.

## Designación y nombre
Designado provisionalmente como 1988 WE. Fue nombrado Akasofu en honor al profesor de geofísica japonés 
Syun-Ichi Akasofu que trabaja desde el año 1964 en la Universidad de Fairbanks, Alaska, donde fue director del Centro Internacional de Investigación del Ártico (entre los años 1998 y 2007).

## Características orbitales
Akasofu está situado a una distancia media del Sol de 2,271 ua, pudiendo alejarse hasta 2,655 ua y acercarse hasta 1,888 ua. Su excentricidad es 0,168 y la inclinación orbital 4,811 grados. Emplea 1250 días en completar una órbita alrededor del Sol.

## Características físicas
La magnitud absoluta de Akasofu es 13,4. Tiene 4,46 km de diámetro y su albedo se estima en 0,322.